# Быстров, Николай Иванович
Никола́й Ива́нович Быстро́в (28 февраля (12 марта) 1841, Москва — 5 (18) сентября 1906, Санкт-Петербург) — один из первых педиатров России, доктор медицины, потомственный дворянин и тайный советник. Основатель и первый профессор кафедры детских болезней Императорской Военно-медицинской академии, основатель Санкт-Петербургского Общества детских врачей.

## Биография
Родился в Москве, в семье адъюнкт-профессора кафедры анатомии Московской медико-хирургической академии Ивана Семеновича Быстрова (1813 — ?) и Людмилы Сергеевны Яхонтовой, дочери надворного советника. В детские годы, в связи с частыми переводами отца, мальчику пришлось пожить в Воронеже, а затем в Келецке, Новогеоргиевской крепости и в Варшаве. К счастью, это факт не имел отрицательных последствий для образования Н. И. Быстрова. К окончанию гимназии он неплохо владел французским, немецким, польским и латинским языками.
С завершением среднего образования, в 1857 г. Н. И. Быстров поступил на 1-й курс медицинского факультета Московского университета. Будучи студентом первого курса, в 1858 г. он принял участие в студенческих волнениях, обусловленных действиями профессора Н. А. Варнека, который, по мнению студентов, на своих лекциях неоднократно оскорблял их патриотические чувства и национальное достоинство. В этой «варнековской истории» Н. И. Быстров, выбранный депутатом от студенчества, оказался среди тех 17-ти учащихся, которые были отчислены из университета. Вынужденный покинуть Москву, Николай Иванович переехал в Санкт-Петербург, где в 1864 году. с золотой медалью окончил Военно-медицинскую академию.
Следующие три года в качестве врач академии Николай Иванович работал ординатором в детской клинике кафедры акушерства, руководимой сначала А. Я. Крассовским, а с 1865 г. — В. М. Флоринским.
В мае 1867 г. для ознакомления с состоянием медицинской помощи больным детям Н. И. Быстров на личные средства с «научной целью» был командирован за границу. В Берлине он работал в лаборатории фармакологического института Оскара Либрейха, где выполнил исследования, ставшие основой его будущей диссертации.
Вернувшись в 1869 году на родину, Н. И. Быстров в том же году защитил диссертацию на степень доктора медицины: «Действие ammonii bromati на животный организм и терапевтическое употребление его в детской практике». По существу, эта работа оказалась не только одной из первых диссертаций по педиатрии, но и первым отечественным исследованием по клинической фармакологии в педиатрии.
Вскоре после защиты Н. И. Быстровым диссертации, профессор В. М. Флоринский (акушер по специальности), вынужденно читавший слушателям академии лекции по детским болезням, 3 октября 1870 г. ходатайствовал перед Конференцией Академии поручить чтение лекций и руководство детской клиникой приват-доценту Н. И. Быстрову. Просьба была удовлетворена, и вскоре Николай Иванович приступил к своим новым обязанностям.

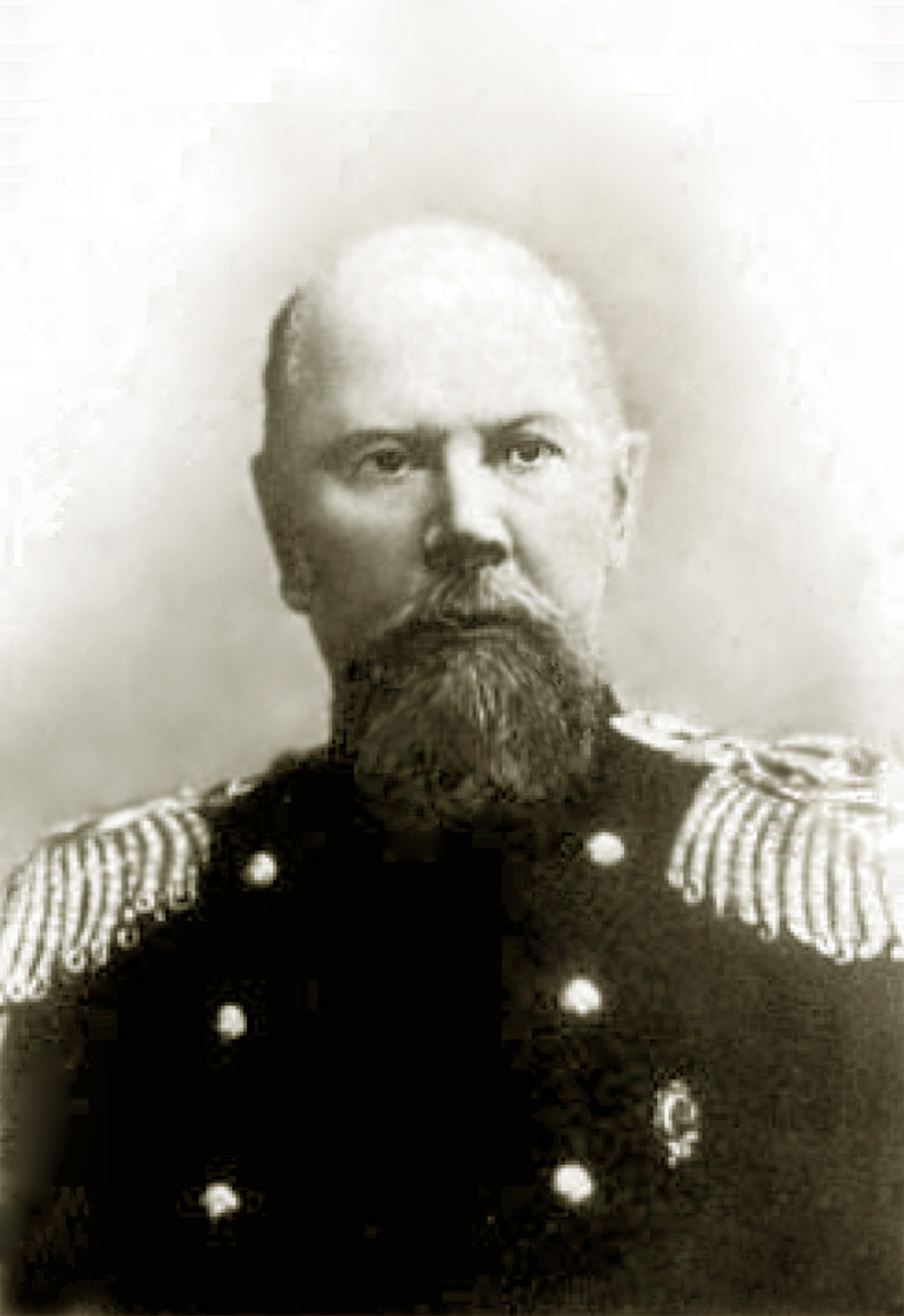
Профессор Николай Иванович Быстров

Этому событию предшествовали изменения, внесенные 15 июля 1869 г. в Уставу Академии. Согласно им впервые в России педиатрия была отделена от акушерства и гинекологии в качестве отдельного предмета «Детские болезни с практическими занятиями в академической клинике». 1 января 1874 г. детская клиника была переведена в новое здание на территории Михайловской больницы баронета Я. В. Виллие и расширена до 20 коек. Формально, ещё 6 лет кафедрой и клиникой продолжал руководить профессор В. М. Флоринский, который, однако, никакого отношения к ней не имел. Только в 1876 году Н. И. Быстров был утвержден в должности адъюнкт-профессора и теперь уже официально возглавил кафедру детских болезней. Экстраординарным профессором он стал еще через 14 лет, в 1890 г., а ординарным и заслуженным ординарным профессором — в 1895 году.
Уже став профессором кафедры, Н. И. Быстров добился, чтобы Конференция Академии «имея в виду важное значение обязательного изучения детских болезней» постановила ввести в экзамен выпускников на звание лекаря обязательное испытание по детским болезням. С конца 80-х годов Н. И. Быстров помимо официального курса занятий в детской клинике организовал бесплатные доцентские курсы (приват-доцентов В. Ф. Якубовича, М. Д. Ван-Путерена, И. И. Лебединского, Д. А. Соколова, Н. П. Гундобина). Эти курсы существенно дополняли обязательный курс, Они проводились в различных амбулаториях и стационарах Санкт-Петербурга и значительно расширяли круг больных детей, которых могли видеть студенты.
2 ноября 1896 г. по выслуге лет Н. И. Быстров покинул кафедру и клинику детских болезней, которыми руководил более 20-ти самых сложных лет её становления. За эти годы в клинике было пролечено 3538 стационарных и 20140 амбулаторных больных. Через неё прошли 55 врачей, причем лишь двое из них занимали штатные должности ассистентов (И. П. Коровин и В. Ф. Якубович). Под руководством Н. И. Быстрова защищены 22 диссертации на степень доктора медицины.
Автор более 50-ти научных работ о лечении детских болезней, гигиене и патологии детского возраста; первый в Российской империи профессор-педиатр. Руководил благотворительными обществами, созданными для помощи детям. Похоронен на Никольском кладбище Александро-Невской лавры.

## Семья
Жена: Надежда Николаевна Рогова. Скончалась 31.01.1919 в Петрограде. Похоронена рядом с мужем на Никольском кладбище. Дети: Надежда (р. 1869), Софья (р. 1871), Владимир (р. 1875)

## Вклад в отечественную педиатрию
- Один из основателей и ординарный профессор первой в России кафедры детских болезней при Императорской Военно-медицинской академии.
- Первый в России профессор-педиатр.
- Первый детский клинический фармаколог.
- Один из первых разработчиков методологии преподавания педиатрии в высшей школе.
- Инициатор, один из организаторов (1885 г.) и председатель первого в России Общества детских врачей:

«Жизнь требует от современного детского врача решения многих вопросов: как предотвратить поистине ужасную детскую смертность? Как лучше воспитывать дитя, как без вреда провести его через пути школьной жизни, как избавить массу нашей будущей надежды, составляющей треть населения, от губительных эпидемий? Устройство яслей, приютов, школ, детских садов, больниц убежищ, гимнастических учреждений, воспитание детей ослабленных, удрученных, вопрос об оспопрививании, о физическом возрождении детей, о всё усиливающейся нервности и слабости. Посильные труды, при помощи столь известных специалистов, на пользу общества, на пользу всем дорогого нам дитяти, единодушное и братское единение для этой цели — вот наши задачи».— Из речи Н.И. Быстрова, произнесенной 28 ноября 1885 г., при открытии Общества

## Избранные труды
- Быстров Н. И. Действие ammonii bromati на животный организм и терапевтическое употребление его в детской практике : (Материал для фармакологии) Дис. на степ. д-ра мед. Н. Быстрова. — Санкт-Петербург : тип. Я. Трея. 1869, 63 с.
- Быстров Н. И. О головной боли у детей школьного возраста вследствие умственного утомления : [Чит. на съезде Моск.-Петерб. о-ва врачей] / [Соч.] Проф. Н. И. Быстрова. — Санкт-Петербург : тип. М. М. Стасюлевича. 1886, 8 с.
- Быстров Н. И. О частоте заболевания рахитизмом детей крестьянского населения в Валдайском уезде Новгородской губернии : Докл. на 5 Пироговск. съезде / [Соч.] Проф. Н. И. Быстрова. — Москва : т-во тип. А. И. Мамонтова, ценз. 1894, 8 с.
- Генох Э. Детские болезни : Руководство для врачей и учащихся Пер. с нем. с предисл. проф. Н. И. Быстрова. — Санкт-Петербург : журн. «Мед. б-ка», 1882. — 6: IV, 7: 654, III, С. 655—659.
- Алексеев М. Т. Ч. 2. Вып. 1 : Детские болезни : Конспект терапии по лекциям и под ред. проф. Н. И. Быстрова / Сост. врач М. Т. Алексеев. 1898, 296 с.
- Якубович В. Ф. Клинические наблюдения над действием мочевины при различных лихорадочных процессах у детей и влияния её на суточное количество выделяемой детьми мочевины, мочевой кислоты и аммиака / [Соч.] орд. В. Ф. Якубовича; (Из Дет. клиники проф. Н. И. Быстрова). — Санкт-Петербург : тип. П. И. Шмидта, ценз. 1884, 19 с.
- Общедоступный домашний лечебник : В 4 т. / Под ред. проф. Быстрова Н. И., Доброклонского В. П. [и др.]. — Санкт-Петербург : Нар. польза, 1900—1903.
- Книга здоровья : Общедоступ. домаш. лечебник под ред. проф. Н. И. Быстрова, проф. В. П. Доброклонского, проф. С. И. Залеского [и др.] В 4 т. Т. 1. — Санкт-Петербург : Нар. польза, 1901.
- Общедоступный домашний лечебник / Под ред. проф. Быстрова Н. И., проф. Доброклонского В. П. [и др.]. — Санкт-Петербург : Нар. польза. 1903, 999 с.
- Ипполитов С. Н. Материалы к вопросу о влиянии внутреннего употребления трескового жира на азотистый обмен у детей : Дис. на степ. д-ра мед. Сергея Ипполитова / Из Дет. клиники проф. Н. И. Быстрова. — Санкт-Петербург : тип. П. П. Сойкина. 1889, 56 с.

## Память

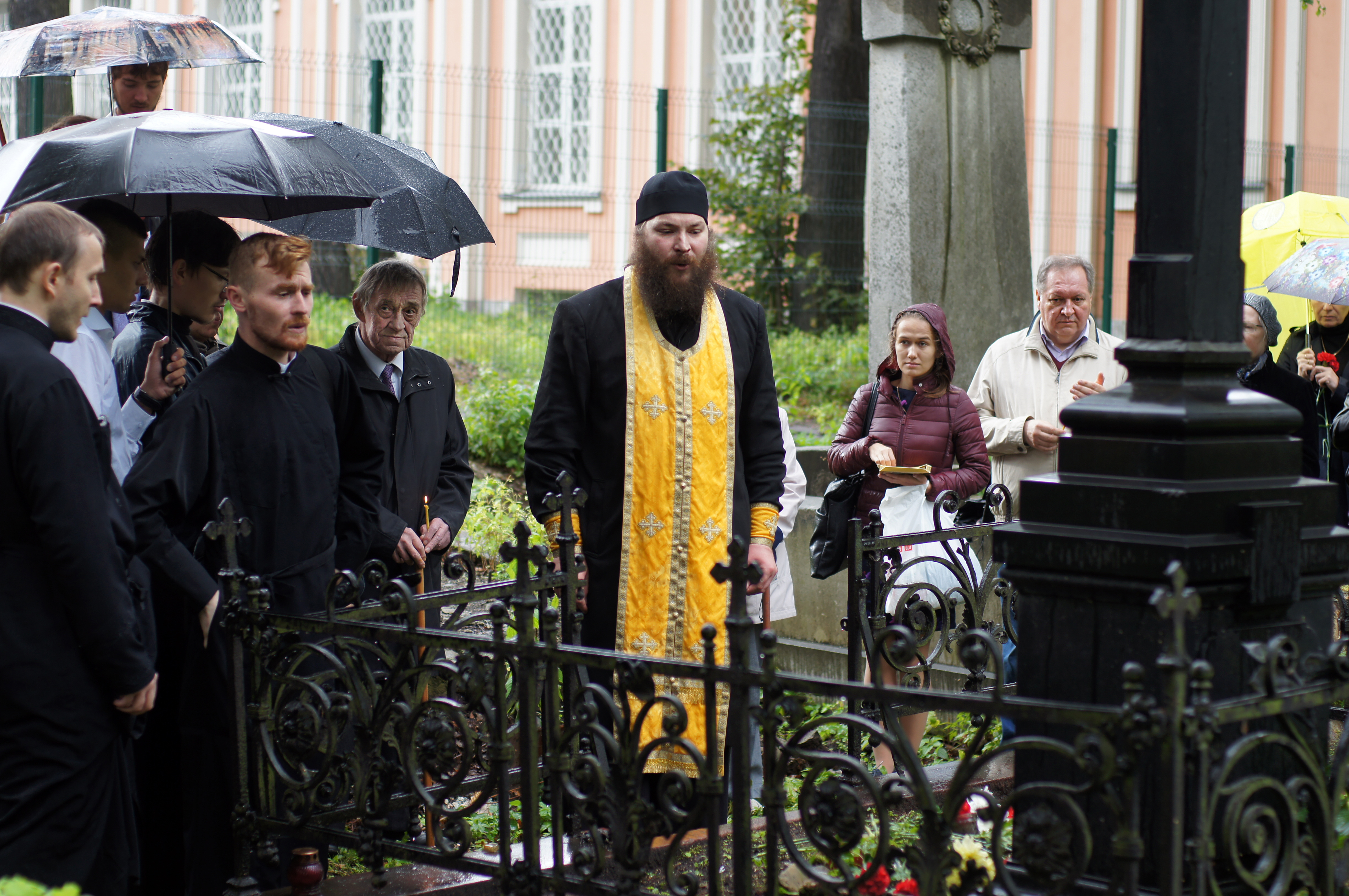
Панихида на могиле проф. Н. И. Быстрова на Никольском кладбище СПб. 14 сентября 2018 г.

Память об основателе и первом профессоре-педиатре Военно-медицинской академии на протяжении более чем столетия сохраняется сотрудниками кафедры детских болезней.